# Garcetpark
Het Garcetpark of Paul Garcetpark (Frans: Parc Garcet) is een publiek park in de Belgische gemeente Jette in het Brussels Hoofdstedelijk Gewest. Het park ligt aan het Kardinaal Mercierplein, vlak bij het station van Jette en de Sint-Pieterskerk. 
Het park is vernoemd ter nagedachtenis aan Paul Garcet, katholiek gemeenteraadslid van de gemeente Jette.
Volgens de inventaris van het natuurlijk patrimonium van het Brussels Hoofdstedelijk Gewest bevat het park 30 opmerkelijke bomen, waaronder een zeldzame mammoetboom met een omtrek van meer dan 4 m.